# 이승민 (아나운서)
이승민(1979년 6월 20일 ~ )는 대한민국 방송사 YTN 소속 아나운서이다.

## 학력
- 덕성여자대학교 영어영문학 학사
- 진주여자고등학교

## 경력
- 2003.12 ~ YTN 아나운서 공채 8기
- 2017~2018 미국 플로리다주립대학교 방문연구원
- YTN 앵커실 앵커
- YTN 보도국 편집CP
- YTN 보도국 편집4부 차장
- 2024.01~ 제71대 관훈클럽 편집위원

## 작품

### 뉴스
- 《뉴스N이슈》
- 《뉴스 Q》
- 《뉴스 940》
- 《YTN 뉴스타워》

### 영화
- 《마스터》(2016) -뉴스 아나운서 역
- 《하루》(2017) - 뉴스 앵커 2 역